# Tetropium cinnamopterum
Tetropium cinnamopterum là một loài bọ cánh cứng trong họ Cerambycidae.